# Daram
Daram est une municipalité insulaire et une île de la province de Samar aux Philippines.
La municipalité a 41 322 habitants au recensement de 2010 et comporte 58 barangays répartis sur les deux îles voisines de Daram (la plus grande) et de Parasan sans compter quelques îlots inhabités.
La municipalité a une superficie de 140 km2 pour une population de 41 322 habitants.